# Carlo Cecere
Carlo Cecere, né à Grottole (dans la Basilicate) le 7 novembre 1706 et mort à Naples le 15 février 1761, est un compositeur et musicien italien. Il œuvra pendant la transition du baroque au classique.

## Biographie
On ne sait presque rien de sa vie. Fils de Domenico Cecere et d'Antonia Cangiano, Carlo fut compositeur tant d'opéras comiques, dont deux sur des livrets de Pietro Trinchera, que de musique instrumentale. Il est surtout connu pour avoir mis en musique La tavernola abentorosa de Trinchera, portrait satirique de la vie monastique mis en scène en février 1741 qui offensa les autorités tant gouvernementales qu'ecclésiastiques et valut une punition à Trinchera : représenté en fait au monastère de Monteoliveto, l'œuvre était destinée à un public composé presque exclusivement d'ecclésiastiques. À son époque, Cecere acquit aussi quelque renom comme instrumentiste. Il fut qualifié d'excellent contrapontiste par Napoli Signorelli. On ne sait pas de quels instruments il jouait de préférence. Selon certaines sources, il était surtout violoniste — il l'était certainement au couvent de carmes à Naples —, et selon d'autres, il était surtout flûtiste. Ses œuvres instrumentales présentent les caractéristiques de la musique de chambre italienne des années 1740-1760, caractérisée par la présence de brèves idées mélodiques un peu dépourvues de subjectivité, avec de fréquentes répétitions, et par un langage harmonique assez limité.
Carlo est enterré dans la chapelle de la congrégation des musiciens de l'église Santa Maria la Nova (it).

## Compositions

### Opéras
Les opéras de Cecere sont tous des opéras-comiques.
- Lo secretista (livret de Pietro Trinchera, 1738, Naples)
- La taveronla abentorosa (livret de Pietro Trinchera, 1741, Monteoliveto)
- Lo Rosmonda (livret d'Antonio Palomba, 1755, Naples)

### Musique instrumentale
- 25 duos pour deux flûtes (ou violons)
- 2 concertos pour flûte et orchestre
- Concerto pour deux flûtes et basse
- Concerto pour flûte, violons et basse
- Concerto pour mandoline, violons et basse
- Sonate pour violoncelle et basse
- Divertissements pour deux flûtes et violoncelle

## Discographie partielle
- Italian Flute Concertos, Jean-Pierre Rampal (flûtiste), I Solisti Veneti, Claudio Scimone (chef d'orchestre) : Concerto pour flûte en la majeur de Carlo Cecere, Concerto pour flûte en sol majeur d'Eustachio Romano, Concerto en sourdine pour flûte en fa majeur de Giuseppe Matteo Alberti et Concerto pour flûte en sol majeur de Giovanni Battista Sammartini, Sony Classical SNYC 47228SK, 1991.
- Concerti Napoletani per Mandolino, Dorina Frati (mandoliniste), Symphonia Perusina : Concerto pour mandoline de Carlo Cecere, Symphonie pour mandoline, cordes et basse continue en si bémol majeur et Concerto pour mandoline en sol majeur de Giuseppe Giuliano, Concerto pour mandoline en sol majeur de Domenico Gaudioso et Concerto pour mandoline en mi bémol majeur de Giovanni Paisiello, Dynamic DYN 193, 1999.